# Iconji
Iconji (ofta skrivet med kamelnotation: iConji) är ett fritt piktografiskt kommunikationssystem som bygger på en öppen, visuell vokabulär med inbyggda översättningar för de flesta större språken.
I maj 2010 släpptes Iconji Messenger med stöd för IOS (Iphone, Ipad, Ipod) och de flesta webbläsarna. Messenger möjliggör punkt-till-punkt-kommunikation på ett sätt som liknar Short Message Service (SMS).[källa behövs]
I december 2010 släpptes Iconji Social som enbart en webbapplikation, med stöd för Facebook och Twitter som ett utsändningsmedium. Iconji Social stöder också leverans av Iconji-förbättrade meddelanden via elektronisk post.
Iconji hade från början 1183 unika karaktärer, känt som "lexiconji" (vokabulär), vilket omfattade grundläggande ord som ofta används i vardaglig kommunikation, ofta använda matematiska och logiska symboler, skiljetecken och flaggor för alla nationer. Processen att skapa ett Iconji-meddelande kallas för "Iconjisation".[källa behövs]
Eftersom de flesta karaktärerna representerar ett helt ord eller begrepp, snarare än en enda bokstav eller tecken, har Iconji potential att bli ett mer effektivt kommunikationssystem än SMS.
Med applikationerna Iconji Messenger och Iconji Social, visas piktogrammen med en upplösning på 32 × 32 pixlar, med hjälp av Portable Network Graphics (PNG) med transparens för att runda hörnen. Då alla Iconji-karaktärer först utvecklades med vektorgrafik, resulterar detta i huvudsak oändlig skalbarhet, oavsett för produktion av nya online- eller smarttelefonapplikationer, eller för förstorande av skyltar för tryckta grafiska applikationer såsom skyltar eller elektroniska uppvisningar.
Således kan framtida Iconji-applikationer innehålla större eller mindre versioner av karaktärer med fritt tillgängligt Iconji API.